# Tiberio (hijo de Constante II)
Tiberio (en griego: Τιβέριος, romanizado: Tibérios en latín: Tiberius) fue un coemperador bizantino de 659 a 681. Era hijo de Constante II y Fausta y fue elevado en 659, antes de que su padre se fuera a Italia. Después de la muerte de Constante, el hermano de Tiberio, Constantino IV, ascendió como emperador principal. Constantino trató de eliminar a sus coemperadores Tiberio y Heraclio, provocando la revuelta militar en 681. Él sofocó la revuelta prometiendo aceptar las demandas rebeldes, enviándolos a casa pero llevando a sus líderes a Constantinopla. Una vez allí, Constantino los ejecutó, arrestó a Tiberio y Heraclio y los mutiló. Luego desaparecen del registro histórico.

## Biografía
Era el hijo menor de Constante II (r. 641–668). Su madre era Fausta, hija del patricio Valentino. Aunque su hermano mayor Constantino IV (r. 668-685) fue elevado al rango de coemperador en 654, cinco años después, antes de la partida de Constante a Italia, Tiberio y otro hermano mayor, Heraclio, lo fueron también. En 663, Constante intentó que sus hijos se reunieran con él en su nueva residencia en Siracusa, Sicilia, lo cual provocó un levantamiento popular en Constantinopla que acabó haciendo que los chicos se quedaran en la capital; esta fue encabezada por Teodoro de Coloneia y Andrés.
A la muerte de Constante II en 668, Constantino IV se convirtió en emperador principal. Trató de disuadir a sus hermanos poco antes del Sexto Concilio Ecuménico (681), provocando una revuelta militar en el tema de Anatolia. El ejército marchó a Crisópolis y envió una delegación a través del Helesponto a la capital exigiendo que siguieran siendo coemperadores con Constantino. Los militares basaron su afirmación en la creencia de que, como el cielo sería gobernado por la Trinidad, el imperio también debería ser gobernado por tres emperadores. Estaban bajo el liderazgo de León.
Ante la situación, Constantino se mantuvo vigilante respecto a sus hermanos y envió a un emisario de confianza, el Capitán Teodoro de Colonia, con la delicada tarea de alabar a los soldados por su devoción y acceder a sus propuestas, todo con el objetivo de persuadirlos para regresar a sus campamentos en Anatolia. Teodoro también invitó a los líderes de la revuelta a Constantinopla para consultar con el senado para ver si era posible confirmar sus deseos. Satisfecho con el aparente final feliz, el ejército regresó al interior de Anatolia y los líderes del movimiento se quedaron en la ciudad. Sin la amenaza de las tropas, Constantino aprovechó la oportunidad para atacarlos, capturarlos y colgarlos en Sikhas.
A pesar de esta confusión, Heraclio y Tiberio participaron en el concilio de 681, como indica su apertura en nombre de los 3 Emperadores. En algún momento entre el 16 de septiembre y el 21 de diciembre de 681, Constantino ordena la mutilación de los hermanos, cortándoles la nariz y ordenando que sus imágenes ya no sean estampadas en monedas y documentos imperiales. Posteriormente, Tiberio y su hermano desaparecen del registro histórico. Se cree que tales medidas estaban destinadas a asegurar la sucesión de su hijo, el futuro Justiniano II.